# Paulo Vargas
Paulo Vargas Barrantes (* 8. November 1979) ist ein ehemaliger costa-ricanischer Mountainbike- und Straßenradrennfahrer.
Paulo Vargas war von 1999 bis 2013 als Radrennfahrer aktiv. 2005 wurde er costa-ricanischer Meister im Straßenrennen, 2010 zudem im Cross Country. Im Laufe seiner Karriere entschied er insgesamt elf Etappen der heimischen Vuelta Ciclista a Costa Rica für sich. Im Juli 2013 wurde er wegen Dopings mit der verbotenen Substanz GW501516 (Endurobol) für zwei Jahre gesperrt.

## Erfolge – Straße
2002
- eine Etappe Vuelta Ciclista a Costa Rica

2003
- Mannschaftszeitfahren und eine Etappe Vuelta Ciclista a Costa Rica

2004
- Mannschaftszeitfahren und eine Etappe Vuelta Ciclista a Costa Rica

2005
- zwei Etappen Vuelta a Cuba
- Gesamtwertung Volta Ciclista Provincia Tarragona
- Costa-ricanischer Straßenmeister
- zwei Etappen Vuelta Ciclista a Costa Rica

2006
- zwei Etappen Vuelta Ciclista a Costa Rica

2012
- zwei Etappen Vuelta Ciclista a Costa Rica

## Erfolge – Mountainbike
2010
- Costa-ricanischer Meister – Cross Country XCO

## Teams
- 1999 Pizza Hut
- 2000–2002 Café de Costa Rica-Pizza Hut
- 2003 Pizza Hut-Bancredito
- 2004 Pizza Hut-Bancredito-Powerade
- 2005 Viña Magna-Cropusa / BCR-Pizza Hut (ab 1. November)
- 2012 BCR-Pizza Hut